# 張軍
張 軍（ちょう ぐん、ツァン・ジュン、Zhang Jun、1977年11月26日 - ）は、中華人民共和国の男子バドミントン選手。シドニーオリンピックと、アテネオリンピックの混合ダブルス金メダリスト。現在は中国バドミントン協会の会長を務める。

## 経歴
高崚との混合ダブルスで、シドニーオリンピック、アテネオリンピックで金メダルを獲得。
2001年までは、主に張尉との男子ダブルスでもプレーし、中国オープン優勝などを果たす。
2008年北京オリンピックでは、開会式の聖火ランナーを務めた。
引退後は、中国バドミントン代表チームのコーチを務め、2017年にはダブルスチームのヘッドコーチに昇進した。2018年には、中国バドミントン協会の副会長に就任。翌年の1月28日に会長に就任した。